# Vladimir Titov
Vladimir Georgievič Titov (in russo Владимир Георгиевич Титов?; Sretensk, 1º gennaio 1947) è un cosmonauta sovietico.